# Вулиця Миколи Залудяка
Вулиця Миколи Залудяка (Тупа Піщана, Преображенська, Червоноармійська, Кварта́льна) — одна з вулиць Кременчука. Протяжність близько 450 метрів.

## Опис та розташування

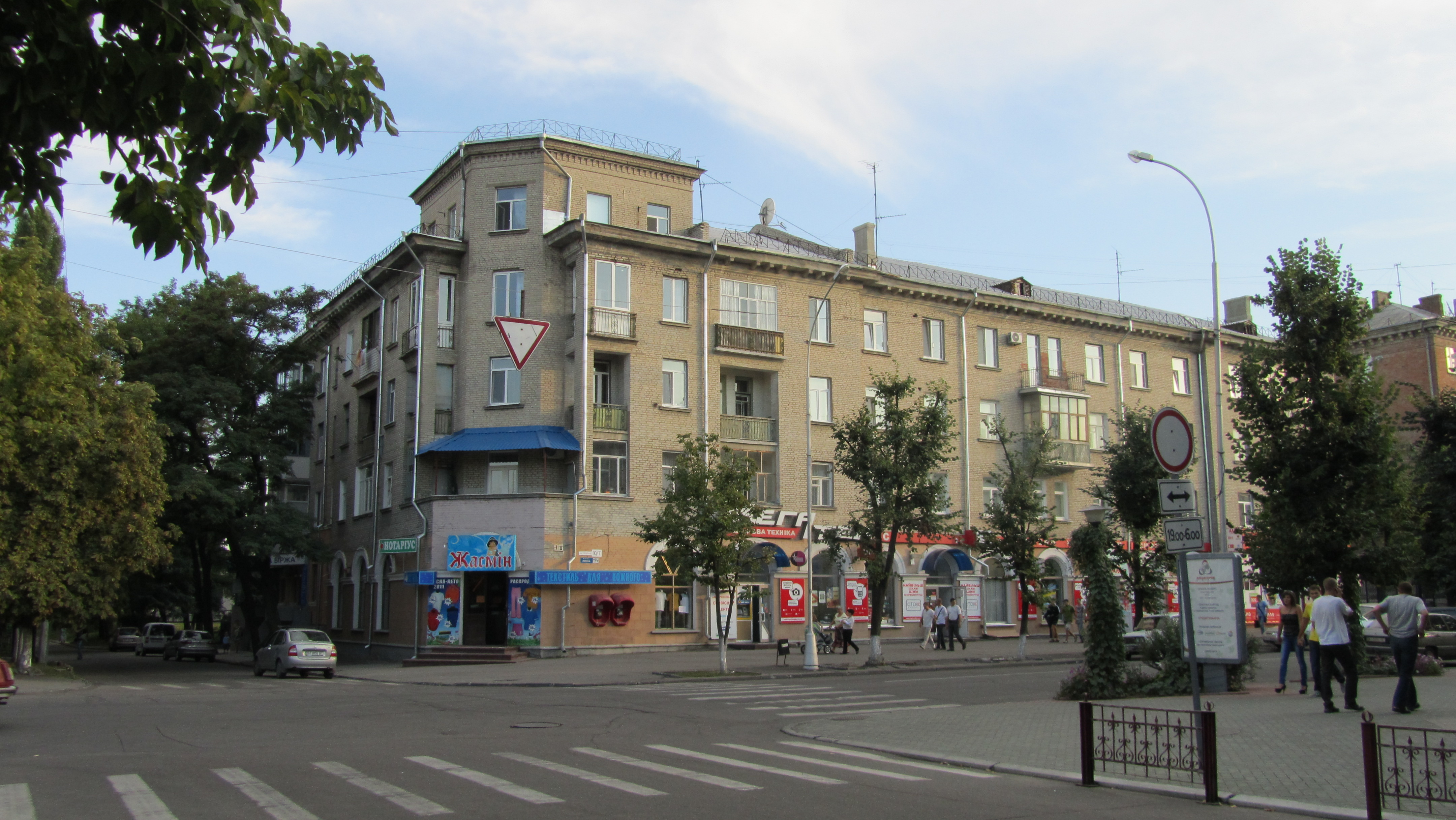
Перехрестя з вул. Соборною

Вулиця розташована у центральній частині міста між вулицею Академіка Маслова та бульваром Українського Відродження, і простягається від набережної Дніпра до вулиці Ігоря Сердюка. Зараз вул. Миколи Залудяка фактично починається від вулиці Університетської (але не долучається до неї) та простягається на північний захід. На теперішній час від цієї вулиці залишилося трохи більше одного кварталу, що відобразилось в її колишньої назві — Квартальна.
Перетинається з наступними вулицями:
- Соборна
- Ігоря Сердюка

## Історія
Квартальна була одна з перших вулиць, прокладених за планом 1774 року. Вона починалася на дніпровському березі і впиралася в Петропавлівську. Перша назва її) — Тупа Піщана) — відображала рівень благоустрою, і характер розташування.
Зі споруд, що з'явилися на вулиці на початку XIX ст., найвизначнішим був Преображенський собор (1801–1803 років), завдяки якому Тупа Піщана отримала згодом назву благозвучне Преображенська. На вулицю виходила вівтарна частина церкви.
На початку XX століття у кінці вулиці з'явився будинок кондитера С. Силаєва, зведений у стилі модернізованої класики (нині вулиця Ігоря Сердюка 8). У будинку С. Силаєва була кав'ярня, кондитерська, булошна. 1916 року тут знаходилося Друге Кременчуцьке товариство взаємного кредиту. Після Жовтневого перевороту в будівлі розмістилося управління міської міліції. У підвалах цього і сусіднього будинку (нині вул. Ігоря Сердюка, 10) перебували камери попереднього ув'язнення, де велися дізнання і розстріли «ворогів народу»
За часів радянської влади вулиця отримує назву Червоноармійська. Церкву закривають і в середині 1930-х років розбирають.
На місці нинішнього Будинку дитячої та юнацької творчості, розташовувався кінотеатр «Арс», саме тут проводив вечори у дитячі та юнацькі роки радянський кінорежисер Йосипа Хейфіца. Поруч з «Арсом»; знаходився єврейський електромеханічний технікум, у якому в 1937–1939 роках навчався майбутній Герой Радянського Союзу Віктор Крупський. На території сучасного стадіону середньої школи № 20 розташовувалася головна хоральна синагога, побудована на кошти коробкового збору 1854 року.
На Червоноармійській вулиці відкрився перший у місті музей. Початок збору експонатів для музею було покладено у 1919–1920 роках, коли з націоналізованих будинків і заміських садиб привозили до Кременчука картини, статуї, художній посуд, тканини та інше. 1928 року частина зібраних експонатів розмістилася у будівлі педагогічного технікуму, де зусиллями краєзнавчого товариства і педагогів відкрився маленький музей. Під час повені 1931 року експонати зберігалися в підвалі учительського інституту і багато виявилися пошкодженими. Нарешті, 1934 року приймається рішення про відкриття музею в Кременчуці. 1936 року під музей відводиться одна з колишніх синагог (нині вулиця Квартальна, 5), побудована 1910 року. Ремонт будівлі, благоустрій території, оформлення експозиції завершилися до літа 1937 року. Тут же на Червоноармійській вулиці, знаходився бібліотечний технікум, Будинок фізкультури, державний історичний архів.
1 травня 1928 між Квартальною та вулицею Академіка Маслова було закладено найбільше підприємство легкої промисловості не тільки України, а й Радянського Союзу — Кременчуцька суконна фабрика. Два роки по тому дала першу продукцію. Проектна потужність 1-ї черги фабрики становила 900 тис. м сукна на рік. У 1934–1935 роках споруджується 2-а черга фабрики, що дозволило довести випуск продукції у 1936 році до 2 млн. 750 тис. м. пальтового і костюмного сукна. У роки війни суконна фабрика була знищена повністю. 1947 року складається проект її відновлення на колишньому місці, проте реалізований він не був. Тимчасово фабрика розташувалася після війни в пристосованих приміщеннях колишньої тютюнової фабрики М. Володарського, а після її закриття виробничі площі передали трикотажній фабриці. Зараз на місці суконної фабрики березова гайка Ювілейного парку.

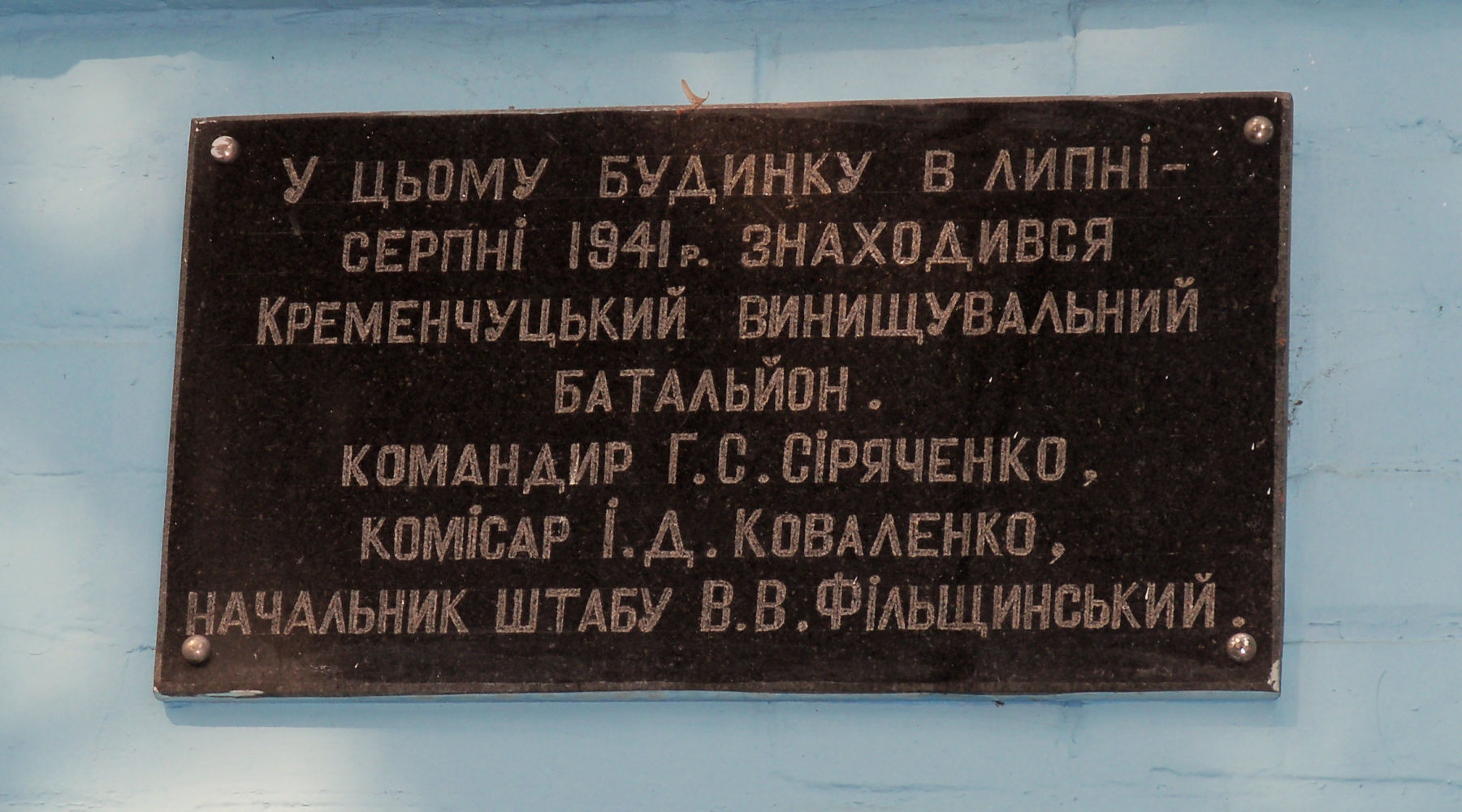
Меморіальна дошка винищувальному батальйону, встановлена 1995 року

У перші дні Радянсько-німецької війни у Кременчуці створюються винищувальні батальйони. Один з них — Перший кременчуцький окремий винищувальний — розмістився в будівлі міського управління міліції (зараз вул. Квартальна 18/8).

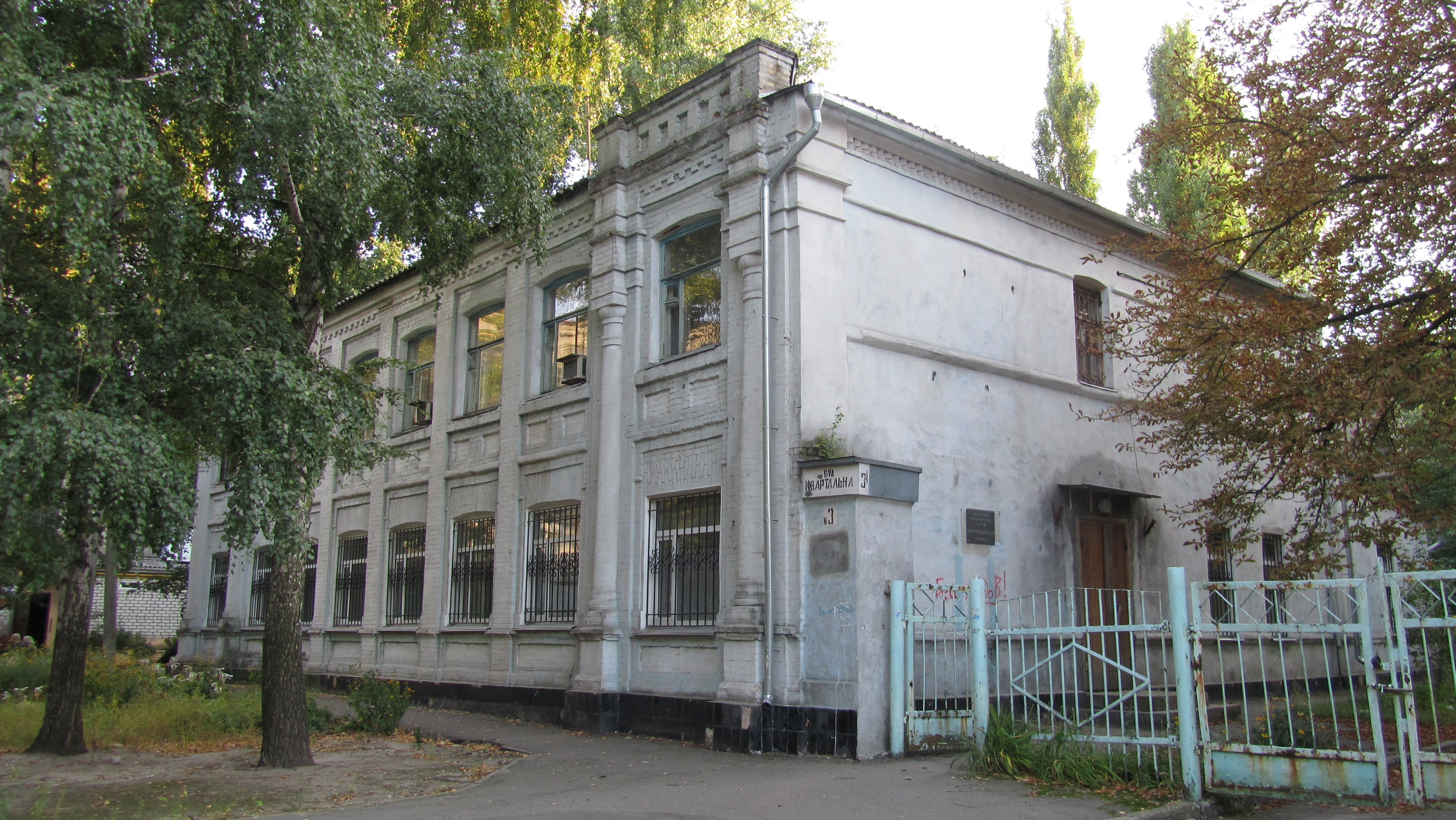
Кременчуцьке спеціалізоване управління № 58 «Термоізоляція», вул. Квартальна 3

У роки війни знищено все: синагога, кінотеатр, музей, житлові будинки, технікуми. Після війни вдалося відновити тільки дві будівлі: музейну (не під музей, а під швейну фабрику) і сусідню обгорілу коробку під гуртожиток ремісничого училища будівельного № 9 (нині тут знаходиться Кременчуцьке спеціалізоване управління № 58 «Термоізоляція»). 1948 року вигоріла всередині будівля міського управління міліції передається для відновлення всесоюзному тресту «Кременчугтрансмашстрой». 1952 року будинок був відновлений і в наступні роки кілька разів змінював своїх господарів — поштова скринька № 5, міськком Компартії України і міськком комсомолу, комбінат «Кременчугстрой», трест «Кременчугнефтехімстрой».
На початку 60-х років вздовж Першотравневої вулиці побудовано ряд житлових будинків, які ізолювали Квартальну від її прибережних районів. За Першотравневої вулиця переходить у тротуар, по одну сторону якого — корпуси університету, по інший — паркан оптових складів.
Від вулиці Театральної до Миколаївської до 80-х років зберігалася дореволюційна забудова міщанського Кременчука з характерними будинками, надвірними і господарськими будівлями. У таких будинках жили дрібні торговці, ремісники. На першому поверсі, який найчастіше був цегляним, знаходилася майстерня або торгова лавка, на другому — дерев'яному — жила сім'я. У 80-ті роки цей квартал був знесений майже цілком і тепер тут розміщена частина Ювілейного парку.

## Будівлі та об'єкти
- Буд. 3 — будівля Бейт-Мідраша, використовувало Кременчуцьке спеціалізоване управління № 58 «Термоізоляція»[3], наразі зайняте приватним підприємством.
- Буд. 3-А — синагога[4].
- Буд. № 5 — ДЮСШ № 2 Автозаводського району[5].
- Буд. № 14 — Будинок дитячої та юнацької творчості[6].

## Галерея

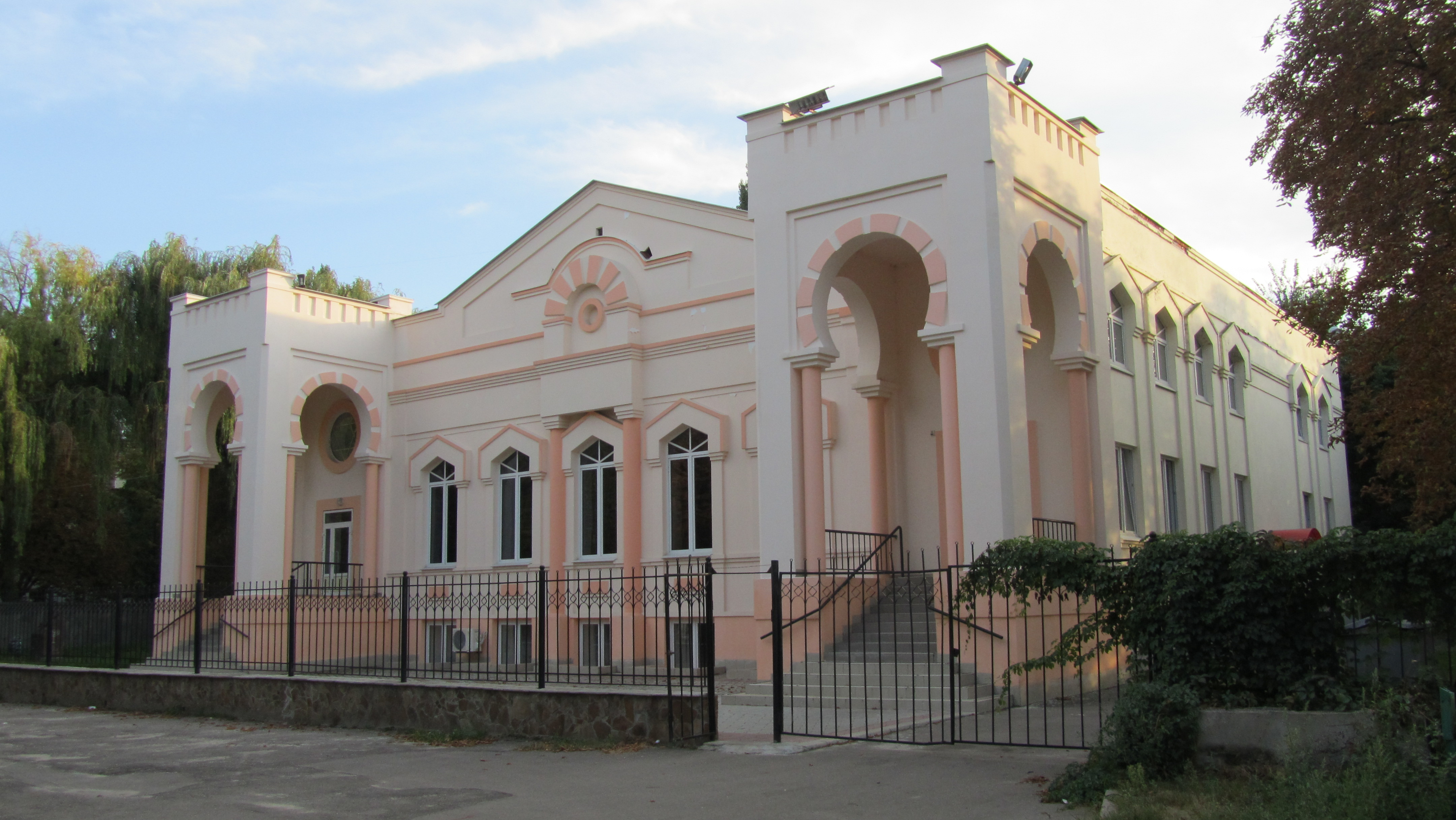
Синагога (Кременчук)
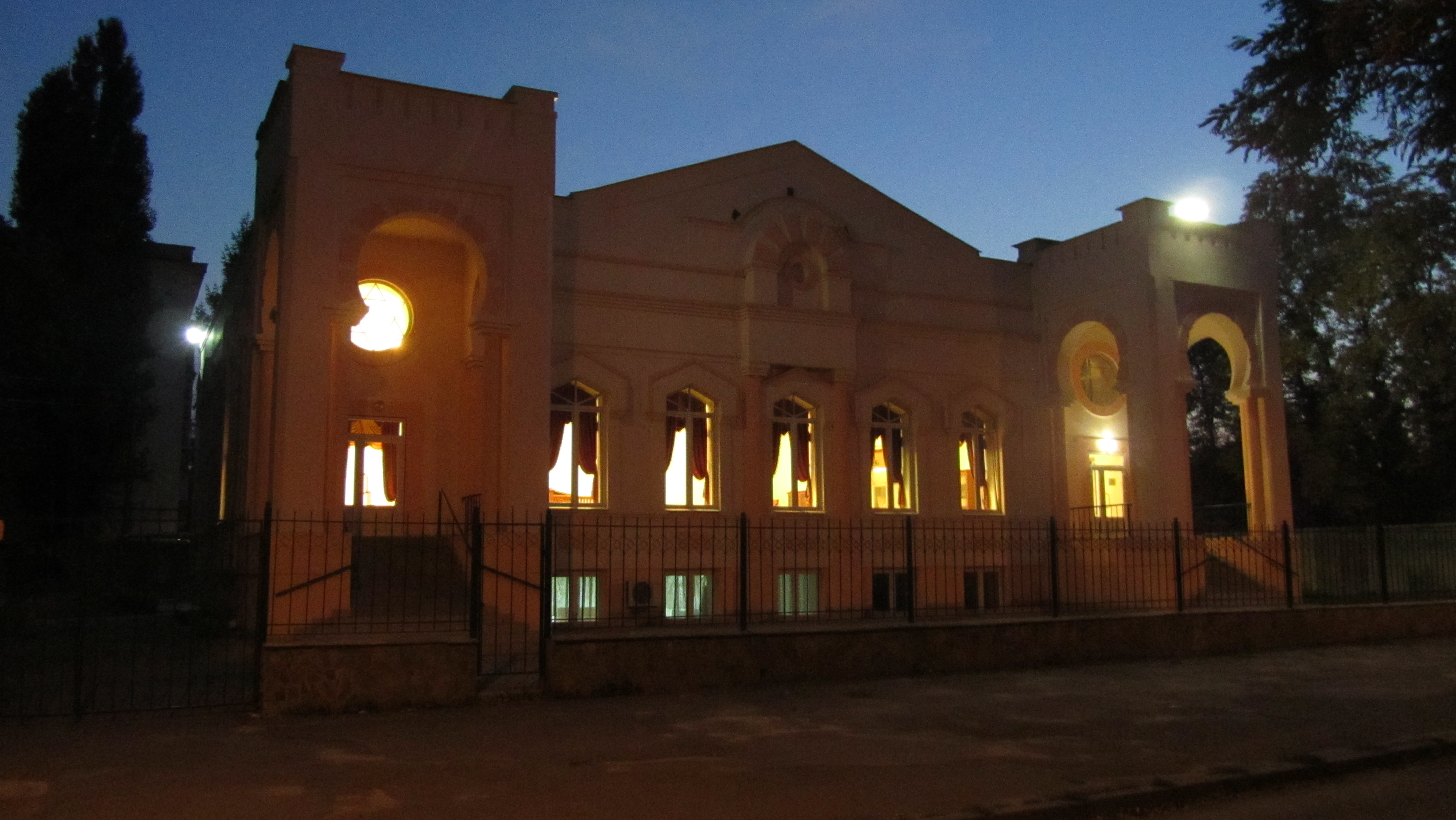
Синагога вночі
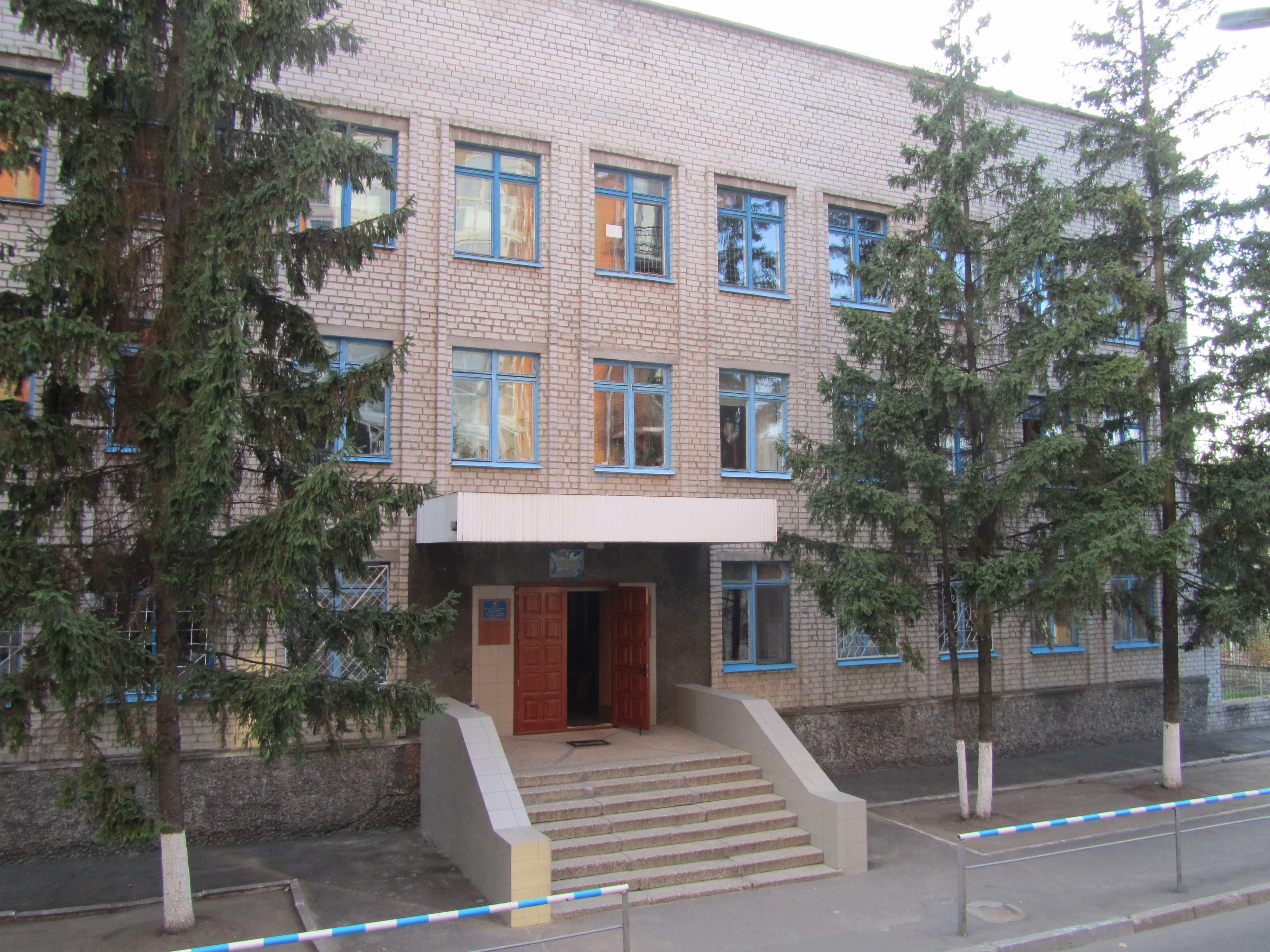
Кременчуцька спортивна дитячо-юнацька школа №2
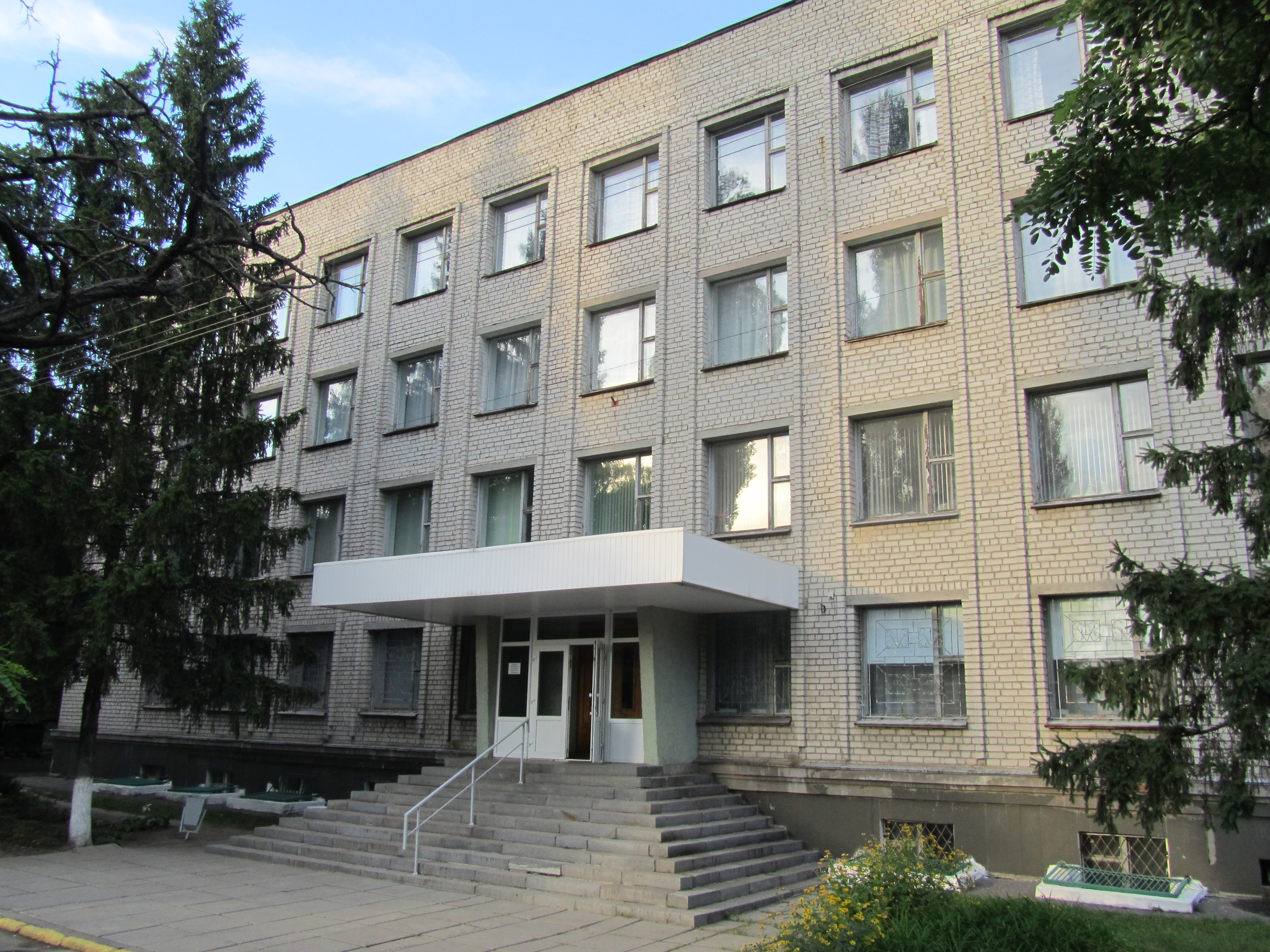
Будинок дитячої та юнацької творчості